# ماچراتا فلتریا
ماچراتا فلتریا (به ایتالیایی: Macerata Feltria) یک کومونه در ایتالیا است که در استان پزارو و اوربینو واقع شده‌است.

## خصوصیات
ماچراتا فلتریا ۴۰٫۳ کیلومترمربع مساحت و ۲٬۰۳۰ نفر جمعیت دارد و ۳۲۱ متر بالاتر از سطح دریا واقع شده‌است.